# پیام‌رسان هایک
پیام‌رسان هایک (به انگلیسی: Hike Messenger) یک برنامهٔ کاربردی پیام‌رسانی (چت) چندسکویی برای تلفن‌های همراه است. هایک در وای-فای، نسل دوم و سوم شبکه تلفن همراه پشتیبانی می‌شود. هایک بیش‌از ۳۵ میلیون کاربر در سراسر جهان دارد و جز ۶ برنامه برتر اندروید و آی‌اواس در هند است. هایک از اواسط ماه ژوئن۲۰۱۷در ایران با اختلالاتی مواجه شد و سپس کاملاً فیلتر شد. دلایل فیلتر شدن این پیام رسان اعلام نشد.

## ویژگی‌ها
- بخش favorite برای گذاشتن مخاطبان ویژه در فهرست علاقه‌مندی
- پشتیبانی از استاتوس برای گذاشتن نوشتار دلخواه خود بر روی نمایه
- ساختن چت‌های گروهی با شمار بی پایان کاربر
- فرستادن پیام برای دوستان آفلاین و رسیدن به محض آنلاین شدن کاربر
- امکان پیوست کردن پرونده‌های سنگین تا ۱۰۰ مگابایت به پیام‌های خود
- به اشتراک‌گذاری عکس، ویدئو، مخاطب، پیام، جای و …
- کدگذاری ۱۲۸ بیتی برای پیام‌های ارسالی و دریافتی برای افزایش امنیت
- پشتیبانی از MOVE TO SD CARD برای نصب برنامه بر روی کارت حافظه
- دارای استیکر